# Oluwo Lisa
Oluwo Lisa é a combinação de dois títulos tradicionais de alta hierarquia na cultura iorubá: Oluwo e Lisa. Ambos estão profundamente ligados às estruturas espirituais e administrativas das sociedades tradicionais iorubás, especialmente dentro da sociedade  e das ordens sacerdotais como o culto de Ifá. Quando atribuídos simultaneamente a uma pessoa, esses títulos indicam autoridade plena sobre os aspectos esotéricos, judiciais e morais da comunidade.

## Etimologia e significados
O termo Oluwo vem da junção das palavras iorubás Olú (senhor) e Àwò (mistério ou segredo), podendo ser traduzido como “mestre dos segredos” ou “guardião do conhecimento oculto”. Segundo Oyelaran (2008), o Oluwo é o responsável máximo pelos mistérios iniciáticos e pelos rituais de passagem, atuando como sacerdote e líder espiritual.
Já o título de Lisa é considerado uma posição de autoridade administrativa e judicial. De acordo com Akintunde (2014), o Lisa é o conselheiro direto do Obá, sendo responsável por garantir a ordem, aplicar a justiça e preservar as leis ancestrais.

## Funções e responsabilidades
A fusão dos dois títulos em um único indivíduo confere uma autoridade excepcional que combina competências espirituais e político-jurídicas. As atribuições de um Oluwo Lisa incluem:
- Condução de rituais de iniciação, sacrifícios e consagrações.
- Preservação e transmissão de conhecimentos esotéricos (àṣẹ).
- Julgamento de conflitos morais e espirituais com base nas leis tradicionais.
- Mediação entre os orixás, os ancestrais e a comunidade.
- Consultoria direta ao Obá em decisões de grande impacto cultural.

## Sociedade ogboni
A sociedade  é uma organização tradicional secreta e influente entre os iorubás. Seu objetivo principal é preservar os valores morais, a justiça ancestral e a ligação entre o mundo físico e o espiritual. Dentro dessa estrutura, o Oluwo é frequentemente o sacerdote-chefe dos mistérios e o Lisa atua como magistrado e conselheiro.
A estrutura dos chefes tradicionais em cidades como Ota, em Egbaland — onde os títulos de Oluwo e Lisa são formalmente reconhecidos — reforça essa dualidade entre o sagrado e o jurídico.

## Relevância cultural
O título de Oluwo Lisa é considerado um dos mais altos reconhecimentos dentro da hierarquia tradicional iorubá, especialmente em regiões como Abeokuta, Ota, Ilaro e outras cidades de Egbaland. A figura que o detém costuma ser envolvida em decisões de grande impacto espiritual e comunitário, além de servir como ponto de referência para a coesão cultural e continuidade das tradições ancestrais.

## Histórico e personalidades relevantes
Apesar de ser um título tradicionalmente conferido em territórios iorubás na Nigéria, o reconhecimento do título de Oluwo Lisa tem ultrapassado fronteiras. No Brasil, o primeiro sacerdote publicamente reconhecido com essa honraria é conhecido como Pai Olavo. Em 2024, ele foi coroado e posteriormente mencionado em matérias nacionais e internacionais como o primeiro brasileiro a receber oficialmente o título de Oluwo Lisa. Sua coroação marca um momento histórico para a consolidação das tradições iorubás na diáspora e reforça a importância da preservação cultural e religiosa de matriz africana no país.